# 6983 Komatsusakyo
6983 Komatsusakyo este un asteroid din centura principală de asteroizi.

## Descriere
6983 Komatsusakyo este un asteroid din centura principală de asteroizi. A fost descoperit pe 17 decembrie 1993 la Oizumi de Takao Kobayashi. El prezintă o orbită caracterizată de o semiaxă mare de 3,22 ua, o excentricitate de 0,13 și o înclinație de 7,8° în raport cu ecliptica.